# Eugène Gabritschevsky
Eugène Gabritschevsky, né le 3 décembre 1893 à Moscou (Empire russe) et mort à Haar (République fédérale d'Allemagne) le 5 avril 1979 est un biologiste et un peintre russe d'art brut. 
Sa vie et son œuvre se divisent en deux périodes bien distinctes : la période scientifique où ses recherches ont été reconnues aux États-Unis et en France, et la période artistique dont l'origine est due à un déséquilibre mental, et pendant laquelle il a produit de nombreuses œuvres aujourd'hui reconnues et exposées dans les musées.
Il est découvert par Jean Dubuffet grâce à son frère Georges Gabritschevsky, et exposé pour la première fois à la galerie Alphonse Chave de Vence. Ses tableaux ont fait partie de l'énorme donation Daniel Cordier. Ils ont été exposés aux Abattoirs de Toulouse, au musée d'art moderne de la ville de Paris, au Centre Pompidou, à Paris, et à la Collection de l'art brut de Lausanne.
Biologiste de renom en Allemagne et aux États-Unis, aquarelliste et dessinateur, on ne connait sa vie que grâce aux lettres écrites par son frère Georges qui ne l'a jamais abandonné.

## Biographie
Eugène Gabritschevsky naît à Moscou dans une famille de la haute aristocratie. Son père, russe-polonais, est bactériologue. Il a notamment travaillé avec Louis Pasteur à Paris et Robert Koch à Berlin. Il a essayé d'inventer un vaccin contre la scarlatine dans l'institut bactériologique qu'il avait fondé à Moscou, mais il est mort en 1907 et il n'a pas eu le temps de mener ses recherches à bien. Un buste a été commandé à Auguste Rodin pour honorer sa mémoire à Moscou
Les Gabritschevsky ont cinq enfants. Eugène a été élevé dans un milieu fort cultivé. Sa mère, qui appartenait à une famille de hauts fonctionnaires, avait voulu offrir à ses enfants la meilleure éducation possible. Eugène eut des précepteurs privés en langues étrangères, musique, danse, philosophie et droit. L'oncle maternel recevait dans son palais de Moscou des hommes de lettres parmi lesquels Léon Tolstoï. Eugène voyagea avec sa famille dès l'âge de quatorze ans en Grande-Bretagne, en Norvège, en Suède.
Les vacances passées dans la vaste propriété familiale du territoire du Don a permis aux enfants d'observer la nature. Eugène montra très vite du goût pour l'entomologie et commença ses études au début de la Première Guerre mondiale à l'université de Moscou où il se spécialisa dans les recherches sur l'hérédité.
Son œuvre scientifique ne commence vraiment qu'à partir de 1924, année où il étudie à l'Université Columbia, New York. Ses recherches sur les mutations d'insectes comme les abeilles et les mouches lui permettent de jeter les bases des premières lois de l'hérédité. Pour cela, il travaille avec le professeur Thomas Hunt Morgan, célèbre pour ses recherches sur les chromosomes et les gènes et qui va recevoir le prix Nobel en 1933.

Les travaux de recherche d'Eugène ont été interrompus lorsqu'on a identifié chez lui des troubles du comportement pour lesquels il a été interné à partir de 1929, à l'hôpital de Haar. On ne connaît pas l'origine de ce déséquilibre soudain et violent. Selon son frère Georges, on peut l'attribuer soit à une histoire d'amour difficile avec une américaine, soit aux violences de la Révolution de 1917 dont Eugène redoutait que les effets ne s'étendent à toute l'Europe, soit à la mort de sa mère en 1930. De trois ans son cadet, Georges n'a jamais abandonné Eugène dont il suivait la progression picturale et qu'il continuait d'admirer :

« D'ordinaire, il ne reste plus grand chose quand un individu est atteint de schizophrénie. Cette situation est bien différente quand il s'agit d'une personnalité au-dessus de la moyenne. Un éminent psychiatre me disait que, quand il s'agit d'une personnalité telle que celle de mon frère, les « lois » que nous avons déduites des individus ordinaires n'ont plus aucune valeur. »

## Œuvre
Dès 1948 le frère de Gabritschevsky s'adresse à Jean Dubuffet qui avait commencé à « considérer des mêmes yeux, et sans faire de catégories, les travaux des auteurs sains ou malades ». Deux ans plus tard, c'est le docteur von Braunmühl, directeur de l'hôpital de Haar qui insiste auprès de Dubuffet pour que celui-ci vienne voir les œuvres d'Eugène. Cette même année, treize pièces réalisées par Gabritschevsky sont exposées à Paris lors du premier congrès mondial de psychiatrie présenté à l'hôpital Sainte Anne.
Mais c'est au moment où il rencontre Alphonse Chave, toujours à l'affût de champs culturels inconnus, que Dubuffet présente les peintures du russe. Dubuffet achète lui-même une dizaine d'œuvres pour sa collection d'art brut, Alphonse Chave achète une quantité considérable de gouaches, aquarelles et dessins que Georges avait trouvé dans une malle venue des États-Unis et conservée à l'hôpital. Alphonse Chave  est le premier amateur d'art qui a tout de suite reconnu le peintre comme un artiste, sans l'enfermer dans sa maladie. Eugène lui en est reconnaissant et il lui écrit en 1962 : « Vous avez raison, je peins des horizons visionnaires, et des théâtres fantastique. Parfois, cela devient, comme vous le dites, un art irréel, une abstraction surréaliste. »
Son parcours artistique est d'une extrême variété, et il n'a rien à voir avec le parcours obsessionnel des « artistes schizophrènes » exposés par le psychiatre Hans Prinzhorn. Sa soif d'absolu, mêlée à son immense culture le poussent à évoluer sans cesse, bien que vers le milieu des années 1950, au moment où l'on considérait que son état  s'améliorait à la suite de traitements, sa puissance d'investigation diminue.
On a pu conserver ses premiers clairs-obscurs réalisés entre 1927 et 1930, à l'époque où débutaient ses premiers troubles : Bisons dans le parc de Yellowstone (1927),  La Chute de Babylone (1930), Statues funéraires dans la steppe de Russie (1928). Par la suite, ses thèmes d'inspiration seront la luxuriance de la flore, et de la faune : papillons, rapaces, lianes, dinosaures, fleurs, rappellent L'histoire naturelle une série de dessins réalisés par Max Ernst, dont Gabritschevsky n'a pourtant jamais eu connaissance, et qui émerveillèrent Ernst lorsqu'il les découvrit.
D'autres thèmes reviennent souvent dans l'œuvre de Gabritschevsky : des silhouettes féminines fragiles, des femmes-chenilles, des fruits gigantesques. Dans les dernières années, les thèmes récurrents de ses œuvres sont des personnages boursouflés, fantomatiques, avec des grands yeux perdus dans le vide.

## Évolution et technique de l'artiste
Avant sa maladie, Eugène Gabritschevsky peignait déjà pour son plaisir comme un « peintre du dimanche ». « L'internement l'a transformé en visionnaire qui a tenté de faire coïncider les imaginations scientifique et artistique. ». Il dispose donc de deux « outils » qui le poussent l'un dans la voie de l'art brut, l'autre  dans la voie tracée par la science. Il s'est peu à peu affranchi de toutes les traditions artistiques et n'appartient surtout pas, selon Jean Dubuffet, à la catégorie créée dans les années 1970 « dans un but de marketing sans doute » : l'art outsider.
Il utilise des supports hétéroclites : verso de feuilles de rebut, dos de pages de calendrier ou verso de circulaires administratives. Gouache, crayon, fusain, encre sépia, mine de plomb, aquarelle sont des matériaux qu'il a déjà expérimentés à l'époque de sa « peinture du dimanche ». Sa technique désormais consiste à d'abord étaler des bandes de couleurs au pinceau, ou avec les mains, utilisant parfois un chiffon ou une éponge pour faire apparaître des formes qu'il concrétise ensuite d'une manière figurative, à coups de pinceau. Le pliage, le tachisme font aussi partie de ses techniques.
Si avant son internement, le peintre a produit de nombreuses œuvres expressionnistes, malheureusement perdues, le généticien prend graduellement le pas lorsqu'il s'agit de représentation de la figure humaine. Ses monstres hydrocéphales aux yeux démesurés, ramènent aux travaux du généticien qui s'interrogeait sur les mutations. Dans certaines scènes, il multiplie les êtres ectoplasmiques, représentant ainsi une humanité anonyme, et dégradée. Sans rien connaître des évènements extérieurs, Eugène peignait à quelques kilomètres de Dachau pendant la Seconde Guerre mondiale comme si son état de visionnaire lui faisait percer les murs de sa chambre d'aliéné.
L'artiste a aussi créé une langue originale avec des signes cryptogrammiques. Mais l'essentiel de ses investigations l'amènent à remonter aux origines de la vie organique comme le montre une de ses œuvres, Coraux affleurant dans la mer (gouache) 30 × 21 cm.

Selon Luc Debraine : 

« Gabritschevsky a certainement anticipé à sa manière la “nouvelle alliance” que préconise aujourd'hui le physicien Ilya Prigogine, entre l'imagination artistique et l'imagination scientifique. Hélas, il a sans doute payé cette anticipation de l'internement psychiatrique. »

## Expositions
Eugène Gabritschevsky a été exposé à de nombreuses reprises à la galerie Chave.

### Filmographie
- Eugène Gabritschevsky, le vertige de l'ombre, réalisé par Luc Ponette et produit par Zeugma Films, 2013